# خمسون (مسرحية)
خَمْسُون (بالفرنسية: Khamsoun, corps otages) مسرحية تونسية من إخراج الفاضل الجعايبي وإنتاج فاميليا للإنتاج عام 2006.